# Abbaye de La Prée
Pour les articles homonymes, voir Prée.
L'ancienne abbaye de la Prée était un monastère cistercien du Berry situé sur la commune de Ségry (Indre), en France. Fondée au temps de Saint Bernard, l'abbaye fut fermée et ses bâtiments vendus comme 'biens nationaux' à la Révolution. La Prée a été donnée en 1954 à l’association les petits frères des Pauvres.
Utilisée par cette association pour son action au service des personnes démunies et isolées, La Prée est également, depuis 1991, le siège d’une résidence d'artistes créée par l’association et le centre de différentes activités sociales, artistiques et culturelles organisées en collaboration avec les petits frères des Pauvres. La résidence d'artistes est partenaire de l'Académie des Beaux-Arts depuis 2002.
L’histoire de La Prée est donc représentative de ce qui s’est passé pour de multiples domaines dont l’origine est religieuse et remonte au Moyen Âge, à la Renaissance ou à l’âge classique, qui devinrent - avec la fin de l’Ancien Régime - des propriétés privées et ont été peu à peu, au cours du XXe siècle, dévolus à des activités sociales, artistiques  ou culturelles.

## Histoire

### 1128-1791 - L'époque monastique
Fondée au début du XIIe siècle, La Prée où les moines arrivèrent en 1128 est la plus ancienne abbaye cistercienne du Berry et l’une des premières fondées par Saint Bernard. Elle a gardé sa fonction monastique jusqu’à la Révolution française où elle a été vendue comme 'bien national' (1791).
Au cours de ces sept siècles, son histoire concerne à la fois la religion, l’économie et la politique :
- Religion. Quelques figures dominent la vie monastique  de La Prée : Raoul, compagnon de Saint Bernard et fondateur de l’abbaye, le bienheureux Habraham, le Cardinal de Prie, l’abbé de Bessey.
- Économie. Ayant bénéficié dès les XIIe et XIIIe siècles d’importantes donations, La Prée a joué un rôle important dans le développement rural de la région.
- Politique. La Prée est devenue abbaye royale au XIIIe siècle ; a été fortifiée, soumise au régime de la commende au XVe ; a tenu une place non négligeable dans les péripéties locales des guerres de religion.

### 1791-1954 – L’époque bourgeoise
Propriété privée de la fin du XVIIIe siècle jusqu’au milieu du XXe siècle, La Prée a appartenu successivement aux familles Cagniart, Tourangin, Desprunaux et finalement à Maurice de Vauzelles puis, à la mort de celui-ci, à sa fille et à son gendre, le Général de Bellefon, qui l’ont donnée à l’association les petits frères des Pauvres.

### Depuis 1954
L’association les petits frères des Pauvres - créée en 1946 - par Armand Marquiset (1900-1981) a pour objet de s’occuper des personnes démunies et isolées, de façon prioritaire des personnes âgées.
L’action d’Armand Marquiset a toujours été sous-tendue par sa conception de la charité qu’il a exprimée dans une phrase devenue emblématique : « donner des fleurs avant le pain. » Cette conception a caractérisé chacune des innovations qu’il a initiées, notamment les vacances organisées pour les  vieillards dans des lieux privilégiés par leur beauté et leur aménagement (appelés « châteaux du bonheur »).
La bague de diamant de la Princesse d’Achy : au début des années 1950, les petits frères des Pauvres, après avoir fait d’un vieux couple dont ils s’occupaient « le Prince et la Princesse d’Achy » (du nom d’un de leurs châteaux de vacances) leur offrirent une bague de diamant à l’occasion de leur soixantième anniversaire de mariage. À sa mort, « la Princesse d’Achy » fut enterrée avec sa bague comme elle le désirait.
Ce don de la bague de diamant, qui souleva autant d’enthousiasme que de réprobation, fut déterminant pour le Général et Madame de Bellefon lorsque - à l’incitation de l’écrivain catholique Gilbert Cesbron - ils offrirent le domaine de La Prée aux petits frères des Pauvres.
Devenue donc à son tour « château du bonheur », La Prée servit dès 1955 pour les vacances des personnes âgées accompagnées par les petits frères des Pauvres.

## Architecture et description
Remontant au XIIe siècle, le domaine de La Prée a été au cours des siècles l’objet de multiples modifications, destructions, restructurations et ajouts. Mais, malgré les transformations et les aménagements, il n’est pas difficile de retrouver sa structure originelle conforme à l’esprit monastique cistercien :
L’implantation – au bord d’une rivière (l’Arnon), au milieu de champs et des bois - dans un lieu éloigné de toute habitation réunissait les trois éléments nécessaires à la vie des moines : l’eau, les bois et la terre. L’étymologie du nom de La Prée est le mot latin praetea (ou praedea) qui a servi à nommer un certain nombre de lieux qui se caractérisent par l’importance des terres à foin et à pâturage.
Les bâtiments (dont une partie est inscrite à l’inventaire complémentaire des bâtiments de France en 1966) constituent un ensemble dépouillé et harmonieux dans lequel on retrouve des éléments architecturaux exceptionnels :  
- Le côté Ouest du cloître,
- La salle capitulaire,
- L’enfeu de Gaucher de Passac,
- L’aile Sud de l’abbaye (salon blanc, salle de compagnie, escalier et appartement de l’abbé)…

Les différentes restaurations opérées à La Prée depuis les années 1990 l’ont été grâce à des aides publiques et à des dons privés (dons de la fondation Louis Franck, legs de Martine Fontaine…).

### Domaine actuel
Le domaine de La Prée compte aujourd’hui une quarantaine d’hectares comprenant :
- d’une part le périmètre autour des bâtiments avec un parc à l’anglaise clos de murs sur la presque totalité de son pourtour,
- d’autre part une immense prairie bordée par l’Arnon et une petite forêt (le Bois de Bataille).

Espace privilégié par la richesse de sa faune et de sa flore, il fait partie des sites recensés par le département de l’Indre dans sa politique des « Espaces naturels sensibles ». Itinéraire ouvert au public.

### Espace Marquiset
À l’intérieur de l’ancien bâtiment abbatial, un espace est consacré au souvenir d’Armand Marquiset, fondateur de Pour Que l’Esprit Vive et des petits frères des Pauvres : tableaux, photographies et documents (dépôts de Michel Christolhomme).

## Filiation et dépendances
La Prée est fille de l'abbaye de Clairvaux

## Pole social, artistique et culturel
Au tournant des années 1990, à l’initiative de Michel Christolhomme, les associations les petits frères des Pauvres et Pour Que l’Esprit Vive décidèrent de faire conjointement de La Prée un lieu de rencontres social, artistique  et culturel.

### L’Unité d’action au service des personnes âgées
L’association les petits frères des Pauvres a créé à La Prée une unité d’action au service des personnes âgées comparable à celles qu’elle anime et gère dans différentes de ses autres implantations avec – selon les périodes de l’année - des séjours d’hébergement temporaire et des séjours de vacances :
-  de mai à septembre, des séjours de vacances de groupes,
- d’octobre à avril, des séjours individuels essentiellement ouverts aux personnes âgées de la région temporairement fragilisée, ayant besoin de repos et d’être entourées.
Cette activité s’inscrit dans une perspective de maintien à domicile et de présence gérontologique en milieu rural.
Le bâtiment, qui est consacré à cette action en faveur des personnes âgées, appelé « hôtellerie » de La Prée comprend une vingtaine de chambres individuelles jouissant du confort moderne optimal  et permet un accueil de type familial.

### La résidence artistique
Ouverte en 1991 par l’association www.pourquelespritvive.org, la Résidence compte sept postes réservés aux différentes disciplines artistiques : littérature, musique, peinture, sculpture, gravure, photographie et cinéma…
La durée des séjours est de onze mois (renouvelable une fois).
Depuis 2002, la Résidence de La Prée est parrainée par l’Académie des Beaux-arts (Institut de France).

#### Artistes ayant été en résidence à La Prée (1991-2010)
- Ahmed Al Safi, plasticien (2004-2008)
- Gabriel Attic, écrivain (2008-2010)
- Nicolas Bacri, compositeur (1993-1998)
- Christophe Beau, violoncelliste (1995-1998)
- Sylvie Berry, sculpteur (2002-2004)
- Anne Bramard-Blagny, cinéaste (depuis 2009)
- Anne Cardot, sculpteur (1992-1993)
- François Cayol, dessinateur - graveur (2000-2003)
- Chengbi-Seungpil An, compositeur (2001-2002)
- Françoise Choveaux, compositeur (1999-2001)
- Jean-Bernard Collès, compositeur (depuis 2009)
- Sanjin Cosabic, peintre (2003-2004)
- Jean-Louis Courtinat, photographe (2002-2003)
- Estelle Courtois, sculpteur (2002-2004)
- Jean Demélier, écrivain (2003-2004)
- Frank Denon, peintre (2001-2003)
- Bruno Dewaele, photographe (1995-1997)
- Ndoye Douts, plasticien (2007-2009)
- Jacques Duron, cinéaste (2005-2007)
- Jean-Louis Florentz, compositeur (1993-1994)
- Philippe Forget, compositeur (2001-2002)
- Gabriel Foussard, peintre (2009…)
- Hélène Garin, peintre - sculpteur (1994-1996)
- Alexandre Gasparov, pianiste – compositeur (2000-2002)
- Mauricio Gomez, peintre (2003-2004)
- Françoise Grandcolin, écrivain (2004-2008)
- Anne Gratadour, scénographe (1995-1998)
- Olivier Greif, compositeur (1998-2000)
- Vincent Guyot, compositeur (2004-2005)
- Stéphane Héaume, écrivain (2001-2002)
- Wei Hu, cinéaste (2010)
- Arnaud Hofmarcher, écrivain (1995)
- Yann Kassile, cinéaste (2007-2008)
- Thierry Lancino, compositeur (1995-1998)
- Marie-Clémentine Mares, graveur (depuis 2009)
- Benoît Menut, compositeur (2007-2009)
- Fabienne Morel, cinéaste (2008-2010)
- Coralie Nadaud, graveur (2005-2007)
- Quatuor Arpeggione (1998-1999)
- Quatuor Gaudi (2001-2002)
- Olivier Penard, compositeur (depuis 2009)
- Mûza Rubackyté, pianiste (1997-1999)
- Mathieu Schmitt, plasticien (1997-1999)
- Tatiana Smelova, pianiste (2000-2001)
- Gilles Silvestrini, compositeur (2002-2004)
- Hélène Thiébault, musicologue (1993-1996)
- Pierre Thilloy, compositeur (1999-2001)
- Vartan Tovmasian, peintre (2007-2009)
- Laurent de Troïl, graveur (1998- 2000)
- Dominique de Williencourt, violoncelliste et compositeur (1992-1996)
- Guillemette de Williencourt, sculpteur (1992-1996)
- Jean-Claude Wolff, compositeur (2006-2008)
- Bernard Yannotta, clarinettiste (1995)
- Étienne Yver, plasticien (1999-2001)

#### Rencontres et manifestations
- Depuis 1994, des concerts sont organisés à La Prée.
- Le Festival de Musique à La Prée (week-end de Pentecôte) : 8 concerts de musique de chambre, sous la direction artistique d'Hortense Cartier-Bresson.
- Une Saison de concerts : 8 concerts dans l'ancienne abbaye, le dimanche à 15h.
- Une Académie pour jeunes talents (à la Toussaint), pour une quinzaines de jeunes, sous la direction artistique de Pierre Fouchenneret
- Bouquinerie des associations. À l’occasion des Journées du patrimoine (3e week-end de septembre), les petits frères des Pauvres et Pour Que l’Esprit Vive organisent une grande vente de livres destinée aux professionnels et aux amateurs.

## Personnages célèbres liés à l’histoire de La Prée
- Saint Bernard, qui en consacra lui-même l’église en 1141.
- George Sand dont il existe une correspondance importante avec Eliza Tourangin, fille de l’un des propriétaires du domaine, correspondance dans laquelle on trouve de nombreuses références à La Prée.
- Armand Marquiset, fondateur des associations Pour Que l’Esprit Vive et les petits frères des Pauvres

## Photographies de La Prée
De nombreuses images photographiques ont été réalisées sur  La Prée et sur l’action qui y est menée. Notamment par Jean-Louis Courtinat, Martine Franck, Hien Lam Duc, Sarah Moon, Marc Riboud…